# Escuadrón 141
L'Escuadrón 141 è uno squadrone dell'Ejército del Aire y del Espacio spagnolo appartenente al Ala 14 (14° Stormo) con sede presso la base aerea di Los Llanos, nella città spagnola di Albacete.

## Storia
Lo quadrone venne formato il 18 giugno 1975 quando i nuovi Dassault Mirage F1 arrivarono alla base aerea di Los Llanos.
La sua missione è intercettare cacciabombardieri con tempo sereno Inoltre svolge compiti di interdizione aerea e guerra elettronica.
Il 141° squadrone dipende dal Mando Aéreo de Combate (MACOM), ed è uno dei due squadroni che compongono l'Ala 14, ovvero il 14° Stormo, insieme al 142º squadrone. I suoi membri sono colloquialmente soprannominati "Perros", ovvero cani, animale raffigurato sul loro stemma.

## Aeromobili utilizzati
- Mirage F1
- Eurofighter Typhoon